# Alim Garga Hayatou
Alim Garga Hayatou, né le 09 août 1946 et décédé en 2021, est le lamido de Garoua, chef supérieur de premier degré et homme politique camerounais,.

## Biographie

### Enfance et Education
Alim Garga Hayatou, né à Garoua, dans le département de la Bénoué, région du Nord Cameroun, est secrétaire d’Etat à la santé publique en charge des épidémies et des pandémies et président du conseil des chefs traditionnels du Cameroun. Il est frère cadet de Sadou Hayatou, ancien premier ministre et de Issa Hayatou, l’ancien président de la confédération africaine de football(CAF) et président par intérim de la FIFA.
Il est diplômé de l’école nationale du trésor de France en 1971, diplômé également de l’Ecole nationale d’administration et de magistrature au Cameroun et diplômé d’études supérieures spécialisées en Transport aérien et maritime en 1987 à la faculté des sciences économiques de l’université d’Aix-en-Provence.

### Carrière
Alim Garga Hayatou, s’est rattaché à la direction du trésor au ministère des Finances à la sortie de l’Enam dès mars 1972; il est détaché à la Camair ou il sera directeur des affaires générales de 1972 à 1986; inspecteur-vérificateur national à la direction du trésor au ministère de l’économie et des finances entre 1987 et 1989. 1989 à 1993, il est directeur général adjoint de Cameroun Electric-Cable (Camelcab); 1993 à 1995 , il est directeur général de Cameroun Electric-Cable (Camelcab); Le 19 septembre 1996, il est nommé Secrétaire d’Etat à la Santé Publique. Le 24 août 2000, il est le lamido de Garoua.

### Vie familiale
Fils de la dynastie Hayatou et ancien lamido de Garoua, Alim Garga Hayatou est l’époux de Hadja Mairama Kangue, fille de Maidadi Sadou et père de six enfants.